# Église Sainte-Victoire de Volx
L'église Sainte-Victoire, est une église de style roman située sur la commune de Volx dans le département des Alpes-de-Haute-Provence en France.

## Histoire
L’église Sainte-Victoire est construite en 1648 et remplace Notre-Dame de Baulis, l'abbatiale, comme église paroissiale. Selon certaines sources, son vocable viendrait d'une ancienne déesse de la Victoire, adorée localement dans l'Antiquité, et christianisée. Mais selon la Revue historique, cette déesse Victoire de Volx serait plutôt la déesse celtique Andarta, et le nom local Sainte-Victoire serait plutôt une corruption de Santo-Ventùri.
L'église est constituée de 2 nefs inégales. Dans sa forme primitive, elle était composée de la nef centrale et du chœur.
L'église date de la deuxième moitié du XVIIe siècle. La date exacte de la construction est controversée :
- D'après l'étude de Claude Domeizel, sa construction remonterait au début du règne de Louis XIV en 1648.                                                             *D'après les recherches de Blandine Maurel dans "Histoire de Volx en Provence", sa construction serait antérieure, commencée en 1573 et terminée en 1610. La nef latérale gauche est une adjonction faite au milieu du XVIIe siècle, en 1665 elle fut construite par François Auguste de Valavoire, le dernier des Marquis de Valavoire, seigneurs de volx, et aurait été sa chapelle funéraire. Le tombeau n'existe plus. Il aurait disparu à la Révolution.

La sacristie date du XIXe siècle.
Cette église mesure 24 m de long et 11,50 m de large. son clocher culmine à 22 mètres.
L'église est de style roman. 
Sa nef qui comprend trois travées voûtées en berceau brisé conduit au chœur voûté sous croisée d’ogives. Elle compte un seul bas-côté, du côté nord, voûté d’arêtes. Elle est accompagnée d'un campanile,.

## Fête annuelle Sainte-Victoire
La fête patronale de l'église a un net retentissement. Sainte Victoire est la sainte patronne de l'église, « de temps immémorial », peut-être par substitution de la vénération de Victoire de Cordoue à la déesse locale de la victoire, ou par corruption du nom de santo Ventùri. Sa fête patronale annuelle inclut la représentation d'une partie de son histoire, réelle ou légendaire,.